# Cardinale
Cardinale är en ort och kommun i provinsen Catanzaro i regionen Kalabrien i Italien. Kommunen hade 2 027 invånare (2018).